# 二ツ森 (秋田県・青森県)

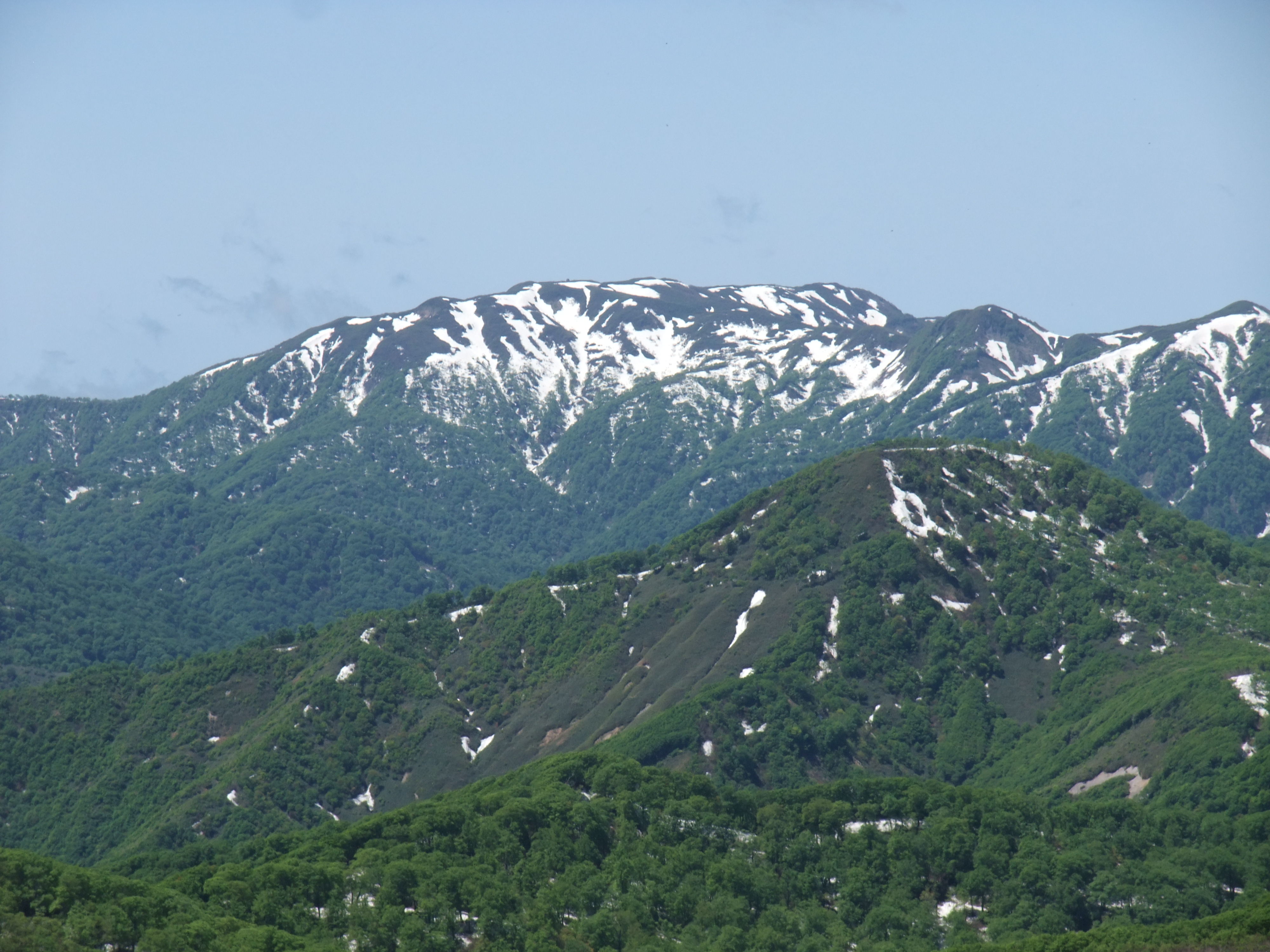
二ツ森山頂より北西に白神岳を望む

二ツ森（ふたつもり）は、青森県と秋田県の県境にまたがる山。白神山地の主要峰のひとつで、泊岳の名称でも知られている。
「世界遺産白神山地」のなかでもっとも容易に山深くまで入山できる地として、二ツ森は白神山地を代表する知名度がある。
従前は標高1086mとされてきたが、2011年（平成23年）の東日本大震災によって隆起し、1087mとなった。山頂には三等三角点「泊岳」（標高1086.47m）が設置されている。

## 山名
「二ツ森」という呼称はもともと秋田県側のものである。これは秋田県側からみると山頂が双つ見えることに由来するとされている。
青森県側ではかつて、もっぱら「泊岳」と呼ばれてきた。白神山地の奥地はもともとマタギしか立ち入らない道なき山々で、青森県の目屋からは1日では往来できず、この山で一晩を明かさななければいけないことから生まれた呼称である。しかし、1.5kmほど東にあるピーク（雁森岳）と混同されがちでもあった。津軽地方を縦断する岩木川の源流は雁森岳の山頂直下にあり、このために二ツ森が「岩木川の源流」と誤って伝えられることもあった。かつて「泊岳」はこのあたりの山塊の主峰とみなされており、明治期の地理学者吉田東伍は『日本山名辞典』のなかで、（現在の）白神山地のことを「泊岳山脈」と呼称している。

## 山名の混乱
五所川原市出身で郷土史家の長尾角左衛門は、三好村村長、五所川原市会議員、同議長など務め、岩木川の治水に尽力した。長尾は昭和40年に『岩木川物語』を著し「岩木川の水源の地図の間違いを主張し訂正」させた。長尾は『岩木山物語』で、「岩木川は泊り岳（二ツ森）に源を発し」や「泊り岳は目屋川の起こるところ」と、明治時代の『日本地誌略』、『陸奥地誌略』、『大日本地名辞書』の記述を論拠に記述している。しかし『大日本地名辞書』では「泊嶽は目屋川の起こる所で、青森県中津軽郡、西津軽郡、秋田県山本郡の三郡はここをもって境となす」としているが、現実にはその山は二ツ森と雁森岳の間の無名峰である。またその他にも、藤里駒ケ岳や尾太岳も現実とかなり違う場所に記述されており誤りが多い。長尾の誤りは点の記からも確認することができる。そこでは、秋田県側呼称の「雁森岳」は青森県側呼称の「突坂」と記されており、「二ッ森」は同様に「泊岳」、「真瀬岳」も「袴腰」とされている。これらのことは根深誠によって初めて指摘された。

## 地理
二ツ森は、白神山地の中央を東西に走る稜線上にある。この稜線は青森県と秋田県の県境になっている。山はもっぱら緑色凝灰岩から成り、新第三紀層に属する。
稜線の北側にはマタギが「泊りノ平」と呼ぶ緩斜面が広がっている。白神山地を代表する河川のひとつ、赤石川はここに発している。南の秋田県側は険峻で、米代川の支流である粕毛川の源流がある。山頂の南西側の「三蓋沢」と南東側の「善知鳥沢」がそれである。これらが合流して「粕毛川」となり、東流して素波里湖（素波里ダム）を経て藤琴川に合流する。
山域はブナの原生林に覆われ、ニホンカモシカやツキノワグマの生息地になっている。

## 地誌
秋田県側には、二ッ森（泊岳）の山頂付近まで林道が整備されている。これは青秋林道として1980年代に整備が始まったもので、当初は秋田県から二ッ森を越え、白神山地を横断して青森県まで通じる予定だった。しかし、この山域の手付かずの山林を破壊するものだとして地元や自然保護団体などが反対運動を始め、青秋林道は秋田県側で二ッ森山頂付近まで到達したところで事業は中断し、のちに正式に中止となった。
この運動を機に、1993年（平成5年）に山域一帯がユネスコの世界遺産（自然遺産）に登録されることになった。これは屋久島とならんで日本国内では最初のものだった。この「世界遺産・白神山地」は、「核心地域」とその周辺の「緩衝地域」から構成されており、二ッ森はその境界に位置している。「核心地域」への立ち入りには所定の手続きが必要なのに対し、山頂一帯は「核心地域」には含まれていない。このため登頂には届け出を必要としない「一般の方が気軽に訪れられる」山となっている。
秋田県が二ツ森の山頂近くまで建設した林道は、世界遺産登録後の1995年（平成7年）に完全舗装が完成しており、「白神山地観光の大動脈」となった。1980年代には二ツ森を訪れる登山者は年間300-500人だったが、世界遺産登録と林道の完成によって、年間2万人の観光客が訪れるようになった。

### 登山
世界遺産となった白神山地では、特に「核心地域」については入山に制限があるほか、自然保護の観点から遊歩道や登山道などの整備も行われていない。しかし二ツ森については、山頂近くまで林道（旧・青秋林道）が通じ、1995年（平成7年）に秋田県が完全舗装をしており、自家用車で容易に山頂付近まで行くことができる。八峰町の国道101号から登山口までは車で約45分、そこから徒歩5分ほどで世界遺産地域に入ることができる。
登山口から山頂は往復2時間から2時間半の行程となるが、世界遺産地域内であるため途中にトイレや休憩施設などは整備されていない。山頂からは、白神岳・向白神岳など世界遺産・白神山地の核心地域を一望し、さらに天候次第では岩木山や鳥海山も遠望することができる。